# Isabel Sánchez de Urdaneta
Isabel Sánchez de Urdaneta war eine venezolanische Politikerin und Frauenrechtlerin in der Mitte des 20. Jahrhunderts.

## Leben
Isabel Sánchez de Urdaneta war Lehrerin und gründete Einrichtungen zur Kleinkindförderung in Venezuela, bevor sie und ihr Ehemann nach Washington, D.C. zogen, wo er Wirtschaftsattaché in der venezolanische Botschaft wurde.
Sie nahm 1945 als Delegierte an der Konferenz von San Francisco teil, die die UNO-Charta formulierte. 1946 war sie Vertreterin ihres Landes bei der Interamerikanischen Kommission der Frauen der Organisation Amerikanischer Staaten und 1947 Delegierte beim Ersten Interamerikanischen Frauenkongress.
Ebenfalls 1947 war sie Gründungsmitglied der UN-Frauenrechtskommission, die wesentliche Beiträge zur UN-Menschenrechtscharta von 1948 leistete.